# Deirdre Bair
Deirdre Marie Bair (* 21. Juni 1935 in Pittsburgh, Pennsylvania, als Deirdre Bartolotta; † 17. April 2020 in New Haven, Connecticut) war eine US-amerikanische Biografin, die mit ihren Biografien von Samuel Beckett und Simone de Beauvoir Bekanntheit erlangte.

## Leben
Deirdre Bartolotta wurde 1935 in Pittsburgh als Tochter eines Ladenbesitzers und einer Hausfrau geboren und wuchs im Vorort Monongahela auf. Schon früh war sie eine begeisterte Leserin und so entschied sie sich nach ihrem High-School-Abschluss, Anglistik an der University of Pennsylvania zu studieren. Im Laufe ihres Bachelor-Studiums, das sie 1957 annahm, heiratete sie und nahm den Namen Deirdre Bair an. Nach ihrem Abschluss strebte sie eine Karriere als Journalistin an, begleitete aber zunächst ihren Ehemann während seines Dienstes in der United States Sixth Fleet ins Ausland, wo sie für das Magazin Newsweek als Stringer arbeitete. Nach der Rückkehr des Ehepaars in die Vereinigten Staaten zogen sie nach New Haven im Bundesstaat Connecticut, wo Bair zunächst als Hausfrau die beiden Kinder des Ehepaars großzog, während ihr Ehemann promovierte. Im Jahr 1968 ging sie selbst ihre Promotion an der Columbia University an, die sie 1972 abschloss. Von 1976 bis 1988 war sie erst assistant professor und dann associate professor für Anglistik an der University of Pennsylvania.
Im Laufe der Promotion hatte sie entschieden, eine Biografie des Schriftstellers Samuel Beckett schreiben zu wollen, und diesen deshalb um seine Erlaubnis gefragt. Zu ihrer eigenen Überraschung autorisierte Beckett das Unterfangen und stimmte mehreren Interviews zu. Im Jahr 1978 erschien schließlich Samuel Beckett: A Biography, für deren Paperback-Ausgabe sie drei Jahre später einen National Book Award for Nonfiction erhielt. Ihr nächstes Projekt war eine Biografie von Simone de Beauvoir, die sie für das Buch ebenfalls mehrfach interviewte. Das weithin beachtete Buch erschien 1990, vier Jahre nach dem Tod der französischen Schriftstellerin und Philosophin. Wenngleich Bair in den nächsten Jahren weitere Biografien veröffentlichte – über die Schriftstellerin Anaïs Nin (1995), den Psychiater Carl Gustav Jung (2003), den Zeichner Saul Steinberg (2012) und den Mafioso Al Capone (2016) –, blieb ihr Name in Amerika stets mit ihren Biografien von Beckett und de Beauvoir verbunden.
Neben ihren Biografien veröffentlichte Bair auch zwei andere Bücher: 2007 publizierte sie mit Calling It Quits: Late-Life Divorce and Starting Over ein Buch über Ehepaare, die sich nach vielen Jahren scheiden lassen. Inspiriert wurde das Buch von ihrer eigenen Scheidung nach 43 Ehejahren. 2019 folgte mit Parisian Lives: Samuel Beckett, Simone de Beauvoir, and Me ein autobiografischer Bericht über ihre Arbeit an den Biografien von Beckett und de Beauvoir, der auf Bitte zahlloser Literaturwissenschaftler und Journalisten entstanden war. Bair starb im April 2020 im Alter von 84 Jahren in ihrer langjährigen Heimatstadt New Haven an Herzversagen; sie hinterließ ihre beiden Kinder.

## Ehrungen
- 1981: National Book Award for Nonfiction in der Kategorie Autobiography/Biography: Paperback für Samuel Beckett: A Biography[2]
- 1985: Guggenheim-Stipendium[3]

## Veröffentlichungen
Biografien
- Samuel Beckett: A Biography. Harcourt Brace Jovanovich, New York 1978. ISBN 978-0-15-179256-6.
  - Samuel Beckett: Eine Biographie. Übersetzt von Werner Peterich. Kellner Verlag, Hamburg 1991. ISBN 3-927623-12-1.
- Simone de Beauvoir: A Biography. Summit Books, New York 1990. ISBN 0-671-60681-6.
  - Simone de Beauvoir: Eine Biografie. Übersetzt von Sabine Lohmann. Knaus, München 1990. ISBN 3-8135-7150-5.
- Anaïs Nin: A Biography. Putnam, New York 1995. ISBN 0-399-13988-5.
  - Anaïs Nin: Eine Biografie. Übersetzt von Pociao und Roberto de Hollanda. Goldmann, München 1998. ISBN 3-442-72335-3.
- Jung: A Biography. Little, Brown & Co., Boston 2003. ISBN 0-316-07665-1.
  - C. G. Jung. Eine Biographie. Übersetzt von Michael Müller. Knaus, München 2005. ISBN 978-3-8135-0242-8.
- Saul Steinberg: A Biography. Nan A. Talese, New York 2012. ISBN 978-0-385-52448-3.
- Al Capone: His Life, Legacy, and Legend. Nan A. Talese, New York 2016. ISBN 978-0-385-53715-5.

Anderweitige Sachliteratur
- Calling It Quits: Late-Life Divorce and Starting Over. Random House, New York 2007. ISBN 978-1-4000-6448-9.
- Parisian Lives: Samuel Beckett, Simone de Beauvoir, and Me: A Memoir. Nan A. Talese, New York 2019. ISBN 978-0-385-54245-6.